# Gospodarka Czarnogóry
Gospodarka Czarnogóry – gospodarka oparta przede wszystkim na usługach, znajdująca się w fazie transformacji do gospodarki rynkowej.

## Historia

### Początki przemysłu
Pierwsze fabryki w Czarnogórze zostały zbudowane w pierwszej dekadzie XX wieku, były to przede wszystkim kompleksowe tartaki, rafinerie ropy naftowej, browary i elektrownie. Ewolucja gospodarki przemysłowej została przerwana przez wojny – pierwszą wojnę bałkańską (1912–1913), a następnie I i II wojnę światową. Między dwiema wojnami światowymi rolnictwo utrzymało dominującą pozycję w gospodarce narodowej, a jedynymi pozostałymi zakładami przemysłowymi były tartaki, fabryki tytoniu, browary i zakłady solne.

### Czasy Jugosławii
Gospodarka poczyniła znaczne postępy dopiero po II wojnie światowej, gdy Czarnogóra stała się częścią Jugosławii. Przeżywała wówczas okres szybkiej urbanizacji i industrializacji. Rozwinął się sektor przemysłowy oparty na wytwarzaniu energii elektrycznej, stali, aluminium, wydobyciu węgla, leśnictwie i przetwórstwie drewna, tekstyliach i produkcji tytoniu. Handel, żegluga międzynarodowa, a zwłaszcza turystyka, stały się coraz ważniejsze pod koniec lat 80. XX w.

### Rozpad Jugosławii
W 1997 roku Milo Đukanović przejął kontrolę nad partią rządzącą i rozpoczął zrywanie więzi z Serbią. Winił politykę Slobodana Miloševicia za pogarszający się stan gospodarki Czarnogóry. Sytuacja polityczna i hiperinflacja doprowadziła rząd Czarnogóry do euroizacji gospodarki w 2002 roku, wypierając przyjętą w 1999 roku jako prawny środek płatniczy markę niemiecką. Doprowadziło to w końcu do stworzenia Serbii i Czarnogóry (2003–2006) – luźnej unii, w której rząd Czarnogóry przejął przeważającą odpowiedzialność za politykę gospodarczą. Następnie rozpoczęto prywatyzację, uchwalono nowe reformy i wprowadzono podatek VAT. Po odzyskaniu niepodległości około 90% firm w Czarnogórze zostało sprywatyzowanych, w tym 100% przedsiębiorstw działających w bankowości, telekomunikacji i dystrybucji ropy.
21 maja 2006 roku Czarnogóra proklamowała niepodległość.

## Czasy współczesne

### Rozwój turystyki
Po referendum w sprawie niepodległości gospodarkę Czarnogóry zaczęto przekształcać w gospodarkę bardziej opartą na usługach niż rolnictwie. Podjęto wysiłki w celu przyciągnięcia inwestorów zagranicznych do inwestycji na terenach turystycznych, a także w duże projekty infrastrukturalne potrzebne także do ułatwienia rozwoju turystyki. Czarnogóra doświadczyła wzrostu gospodarczego na rynku nieruchomości w 2006 i 2007 roku, kiedy to zagraniczni inwestorzy zaczęli kupować nieruchomości na wybrzeżu Czarnogóry. Dzięki tym inwestycjom zagranicznym gospodarka Czarnogóry zaczęła rozwijać się w szybkim tempie. Od 2017 roku turystyka stanowiąca ok. 20% PKB przyciąga każdego roku około trzy razy więcej turystów niż całkowita liczba mieszkańców Czarnogóry.

### Rolnictwo
Grunty orne zajmują tylko 5% powierzchni kraju, zaś łąki i pastwiska – ok. 35%. Hoduje się zwierzęta, takie jak np.: owce, bydło, kozy czy drób. Do najpopularniejszych zbóż uprawianych w Czarnogórze zalicza się pszenicę oraz kukurydzę, popularne są również warzywa i rośliny śródziemnomorskie (oliwki, figi, cytrusy).

### Handel zagraniczny
W 2017 roku Czarnogóra wyeksportowała głównie: aluminium (171,8 mln USD), samochody (24,8 mln USD) oraz pakowane leki (19 mln USD), zaś importowała rafinowaną ropę naftową (176 mln USD), transformatory elektryczne i elektronikę (66,3 mln USD), a także sprzęt nadawczy (59 mln USD). Główni partnerzy handlowi Czarnogóry to Serbia, Chiny, Bośnia i Hercegowina, Węgry oraz Niemcy.